# Puppet Master: Axis of Evil
Série
Puppet Master vs. Demonic Toys
(2004) Puppet Master X : Axis Rising
(2012)
Pour plus de détails, voir Fiche technique et Distribution.
Puppet Master: Axis of Evil est un film américain réalisé par David DeCoteau, sorti en 2010.

## Synopsis
Lors de la Seconde Guerre Mondiale, un homme va sauver sa petite amie enlevée par les nazis en se servant de ses marionnettes vivantes.

## Fiche technique
- Titre original :  Puppet Master: Axis of Evil
- Réalisation :  David DeCoteau
- Scénario : Domonic Muir
- Musique : Richard Band
- Genre : horreur et fantastique
- Durée : 90 minutes
- Date de sortie 
  -  États-Unis : 27 juin 2010

## Distribution
- Levi Fiehler : Danny Coogan
- Jenna Gallagher : Beth
- Taylor M. Graham : Don
- Tom Sandoval : Ben / Max
- Jerry Hoffman : Oncle Len